# Dogado
697–1797
(1100 ans)
Entités précédentes :
- Empire romain d'Orient (exarchat de Ravenne, Vénétie maritime)

Entités suivantes :
- Municipalité provisoire de Venise
Province vénitienne

Dogado, terme vénitien ou italien signifiant « État du doge », aussi nommé Dogat ou Duché de Venise (en latin : Venetus Ducatus) désigne une ancienne province de la république de Venise dans laquelle était située la ville de Venise, qui en était le chef-lieu. Il s'agit de l'unité administrative directement soumise au doge, qui était composée de neuf podestats. Avec les Domini di Terraferma et le Stato da Màr, le Dogado était l'une des trois composantes de la république de Venise.

## Situation
Le Dogado était situé entre la Polésine au Sud, le Padouan à l'Ouest, le Trévisan et le Frioul au Nord, et l'Adriatique à l'Est. Il comprenait les nombreux îlots qui forment la ville de Venise, plus la Giudecca, San Giorgio Maggiore, San Erasmo, Malamocco, Burano, Murano, Lido, Cavallino-Treporti, Chioggia, Sottomarina et d'autres.

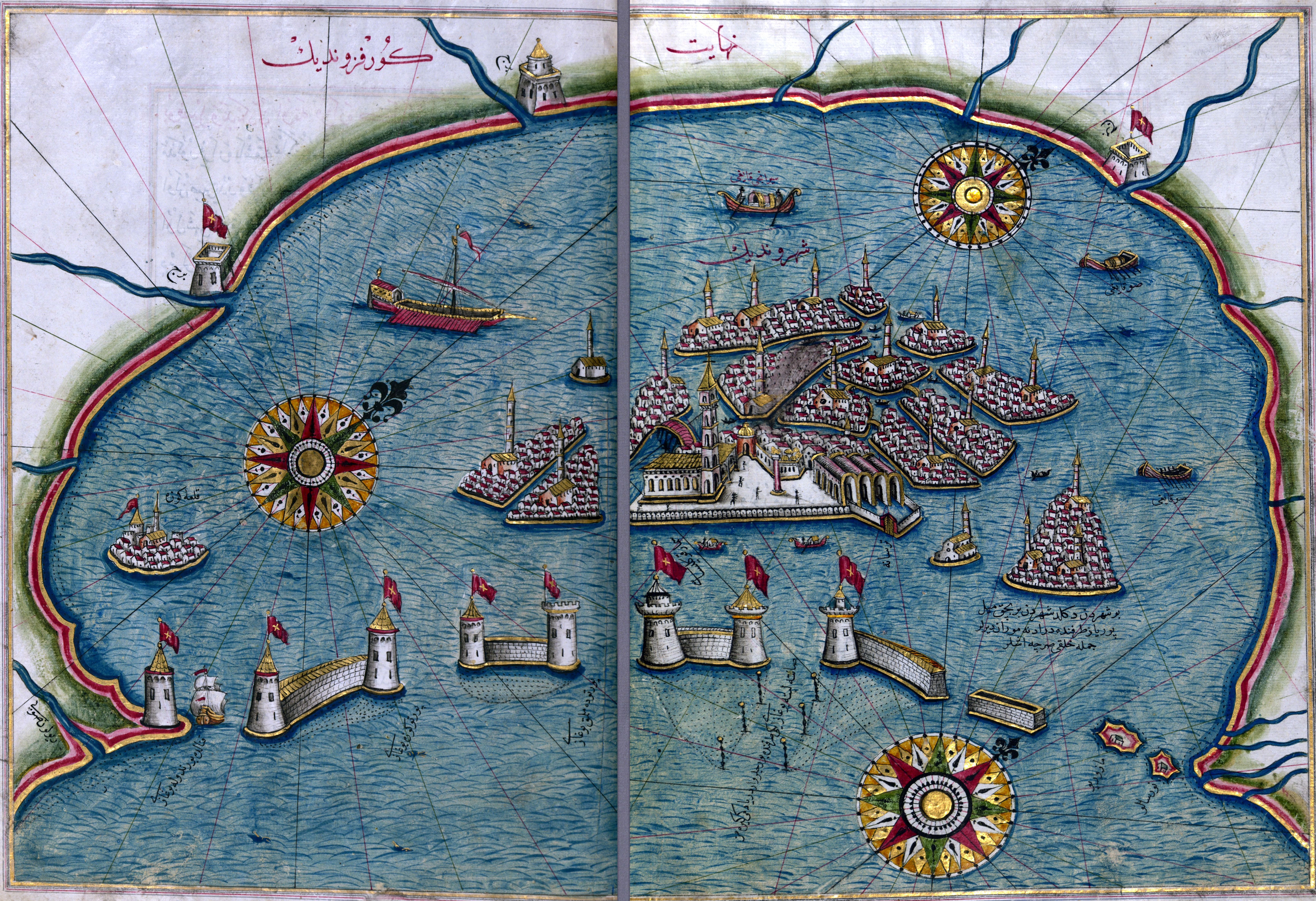
Plan de Piri Reis de 1525 montrant le « Dogat » ; au-delà des rivages lagunaires s'étendent les « Domaines de la Terre ferme » et en deçà des fortifications du lido commence l'« État de la Mer ».
La lagune y est représentée ovale, alors qu'en réalité, elle était à l'époque beaucoup plus allongée du sud-ouest au nord-est, depuis Loreo dans le delta du Pô jusqu'à Grado au sud du Frioul.

## Historique
Les assises juridiques et territoriales du futur Dogado remontent au « pacte de Lothaire » de 840 par lequel le doge Pietro Tradonico se fait doublement reconnaître à la fois comme hypatos (« consul ») et spatharios (« porte-épée ») impérial par l'empereur byzantin Theophile et comme « dux » (duce, doge) de la Vénétie maritime par le carolingien Lothaire Ier qui le reconnaît comme représentant de l'Italie byzantine en Vénétie, y compris sur les terres de la lagune et ses rivages « depuis la terre ferme jusqu'aux eaux salées de la mer », ce définit l'étendue précise du Dogado.
Vers l'an mil, Venise s'émancipe de l'Empire romain d'Orient (dit byzantin) auquel elle était jusque-là attachée, avec une certaine autonomie : les doges sont attestés depuis 697. Venise, prospère république de marchands et d'armateurs naviguant à travers la mer Adriatique jusqu'aux extrémités occidentales de la route de la soie en Méditerranée orientale (le « Levant »), garde son indépendance jusqu'en 1797. L'organisation du Dogado, qui correspond au territoire initial de Venise à son indépendance, a peu varié au cours de ce millénaire ; en revanche, ses territoires continentaux (les Domini di Terraferma) et maritimes (le Stato da Màr) ont connu une phase d'expansion, puis une stabilisation au XVe siècle, et pour finir, en ce qui concerne le domaine maritime, de recul face à l'Empire ottoman.
Mais c'est la France, venue de l'Ouest, qui est à l'origine de la chute de la république de Venise en 1797 : c'est la fin des Doges et du Dogado. La cité lagunaire intègre de 1805 à 1814 le royaume d'Italie napoléonien. Après les défaites napoléoniennes, au congrès de Vienne de 1815, la république de Venise n'est pas rétablie et la cité de Venise échoit à l'empire d'Autriche qui l'intègre à son « royaume Lombard-Vénitien »,,.

## Subdivisions
Le Dogado était divisé en neuf podestats :
- Cavarzere (XIIIe s.-1797)
- Caorle (1251-1797)
- Chioggia (1208-1797)
- Cologna (1404-1797)
- Gambarare (XIIIe s.-1797)
- Grado (1251-1797)
- Lido (XIII s.-1797)
- Loreo (XIIIe s.-1797)
- Malamocco (1251-1797)
- Murano (1271-1797)
- Torcello (XIII s.-1797)
- Torre delle Bebe (XIIIe s.-1607)

### Sources
1. ↑  Donald M. Nicol, (en) Byzantium and Venice. A Study in Diplomatic and Cultural Relations, Cambridge University Press 1992.
2. ↑  Jean-Claude Hocquet, Venise au Moyen Âge, Guide Belles Lettres des Civilisations, Les Belles Lettres, Paris 2003
3. ↑  John Julius Norwich, Histoire de Venise, Payot, Paris 1986,  (ISBN 978-2-228-14120-8)
4. ↑  Alvise Zorzi, Une cité, une république, un empire : Venise, Fernand Nathan, Paris 1980  (ISBN 978-2-09-284535-6)

## Sources
Marie-Nicolas Bouillet  et Alexis Chassang (dir.), « Dogado » dans Dictionnaire universel d’histoire et de géographie, 1878 (lire sur Wikisource)